# 팔레나현
팔레나현(스페인어: Provincia de Palena)은 칠레 로스라고스 주를 구성하는 4개의 현 가운데 하나로 현도는 푸탈레우푸이며 면적은 15,301.9km2, 인구는 16,137명(2012년 기준), 인구 밀도는 1.1명/km2이다.